# کانی ریت
کانی ریت (انگلیسی: Connie Riet؛ زادهٔ ۱۹۷۴ میلادی) بازیگر اهل ایالات متحده آمریکا است. علاقمندان فیلم‌های کالت او را به سبب بازی در فیلم ترول ۲ می‌شناسند. وی از پیروان کلیسای عیسی مسیح مقدسین آخرین زمان شد.